# Chortiatis
Der Chortiatis (neugriechisch Χορτιάτης (m. sg.); antiker Name: Kissos, altgriechisch Κίσσος; englische Transkription Hortiatis) ist ein maximal 1201 Meter hohes griechisches Gebirge in der Region Zentralmakedonien. Sein Hauptkamm erstreckt sich von Nordwest nach Südost. Der nordwestliche Teil reicht mit seinen Ausläufern an den Thermaischen Golf; auf diesen Ausläufern erstrecken sich anteilig die Orte und Gemeinden der Metropolregion Thessaloniki sowie die Stadt Thessaloniki selbst. Der südöstliche Teil geht in das Hochland der Halbinsel Chalkidiki über. An seiner westlichen Flanke befindet sich das nach dem gleichnamigen Fluss benannte Anthemous-Tal. In diesem liegt unmittelbar am Thermaischen Golf der Flughafen Thessaloniki. Auf dessen Höhe findet sich einige Kilometer weiter östlich der gleichnamige Hauptgipfel des Chortiatis mit 1201 m Höhe.
Die Höhen des Chortiatis-Massivs sind bewaldet. Der an die Metropolregion Thessaloniki angrenzende Wald wird als Seich-Sou bezeichnet.
Nach dem Chortiatis-Massiv ist ein Fallwind und die Gemeinde Pylea-Chortiatis benannt, die das Massiv umgibt.
Der Chortiatis spielte für die Wasserversorgung der Stadt Thessaloniki vor allem in byzantinischer Zeit eine entscheidende Rolle. In spätbyzantinischer Zeit (ca. 1300) befand sich das Kloster Chortaïtes auf den nördlichen Abhängen des Chortiatis. Es versorgte die Stadt Thessaloniki und die Region östlich von ihr mit Wasser mittels eines Aquädukts, dessen Überreste teilweise erhalten sind. Ab dem späten 14. Jahrhundert sammelten drei Zisternen auf dem Gebiet des Vlatades-Klosters Wasser vom Chortiatis für die Versorgung der Stadt Thessaloniki.|